# Ahmed al-Nami
Ahmed al-Nami (Árabe: احمد النعمي, ʼAḥmad an-Nāmī, también traducido como Alnami o al-Nawi) (Asir, Arabia Saudita, 7 de diciembre de 1977 - Shanksville, Pensilvania, Estados Unidos, 11 de septiembre de 2001) fue un estudiante de leyes y almuédano saudí, nombrado por el FBI como uno de los cuatro (aparentes) secuestradores del vuelo 93 de United Airlines, que formó parte de los atentados del 11 de septiembre de 2001.

## Biografía
Nacido de la tribu Quraysh de Arabia Saudita, al-Nami fue almuédano en la mezquita Seqeley después de que, según fuentes, se volviera sumamente religioso en 1999. Ese otoño se enroló en la King Khalid University en Abha, para estudiar Sharia. En el verano del año 2000, dejó a su familia para irse a completar el Hajj, pero nunca regresó. En cambio, se fue al campo de entrenamiento Al Farouq de al Qaeda donde conoció y se convirtió en amigo de Wail y Waleed al-Shehri, dos hermanos de Khamis Mushait, y de Saeed al-Ghamdi. En la primavera de 2000, juraron a la jihad. Apodado como "Abu Hashim", al-Nami era considerado como "tierno en sus actitudes" por sus compañeros. Una vez, dijo que había soñado que montaba a una yegua junto a Mahoma, y que el profeta le había dicho que desmontara y que peleara a sus enemigos para liberar su tierra.
En octubre del año 2000, al-Nami viajó a Arabia Saudita junto a uno de los candidatos a secuestrador, Mushabib al-Hamlan. Allí consiguieron visas de turista el día 28 de octubre. Sin embargo, al-Hamlan se arrepintió y se negó a continuar el plan, volviendo así con su familia. La aplicación para visa por parte de al-Nami tuvo bastantes inconvenientes, mientras que él informó que Mushabib estaría viajando con él, al-Nami dijo que su ocupación era estudiante y cuando le pidieron dar dirección de su universidad, no supo qué dirección dar. Además, cuando le preguntaron cuál sería su dirección en los Estados Unidos, al-Nami simplemente dijo Los Ángeles. Finalmente, al-Nami nunca utilizó esta visa para ingresar a los Estados Unidos, y reportó a su pasaporte (C115007, que mostraba evidencia de sus viajes a Afganistán) como "perdido", por lo que procuró conseguir otro de Jeddah (C505363). Al Nami utilizó este nuevo pasaporte para obtener nuevas visas en Jeddah el 23 de abril de 2001, respondiendo todas las preguntas de la misma manera que la vez anterior, pero esta vez, cambiando la versión de sus viajes con Mushabib y de sus otros intentos de obtener visas. Fue entrevistado por un oficial del consulado, que nuevamente, aprobó su pedido. Los historiales de entonces, solamente mostraban intentos fallidos que se había tenido con anterioridad para conseguir visas, por lo que el oficial no tenía manera de saber que al-Nami ya había sido otorgado visas meses antes. 
A mitades de noviembre del año 2000, al-Nami viajó junto a Wail y Waleed al-Shehri, luego de haber conseguido visas estadounidenses en octubre, desde Arabia Saudita a Beirut para luego seguir camino a Irán donde ellos podrían viajar a Afganistán sin la necesidad de que les sellen sus pasaportes.
En algún momento entre esos meses, al-Nami estuvo en los Emiratos Árabes Unidos donde compró cheques de viajero. Otros cinco secuestradores también compraron cheques allí, incluyendo Majed Moqed, Saeed al-Ghamdi, Hamza al-Ghamdi, Ahmed al-Haznawi y Wail al-Shehri.

### 2001
En marzo de 2001, al-Nami aparece en un video de despedida de los "secuestradores de fuerza" de al Qaeda antes de que ellos dejaran sus centros de entrenamiento de Kandahar. Al-Nami no habla en ningún momento pero es visto estudiando mapas y leyendo instrucciones de vuelo.
El 23 de abril, al-Nami consiguió una nueva visa estadounidense.
El 28 de mayo de 2001, al-Nami arribó por primera vez a los Estados Unidos desde Dubái junto a los secuestradores Mohand al-Shehri y Hamza al-Ghamdi. A principios de junio, al-Nami estaba viviendo en los Delray Racquet Club condominiums con Saeed al-Ghamdi en Delray Beach, Florida. Finalmente, llamó a su familia en Asir poco después de arribar al país.
Ese mismo junio, llamó por última vez a su familia.
Fue uno de 9 secuestradores en abrir una cuenta bancaria con dinero depositado en el banco SunTrust en el mes de junio, y el 29 de junio recibió su licencia de conducir del Estado de Florida.
El 28 de agosto, al-Nami y Ahmed al-Haznawi tuvieron contacto con una residente de Delray Beach, Maria Siscar Simpson, luego de que esta los dejara entrar a su apartamento para recuperar una toalla que se les había caído desde el balcón de ellos al de ella.
El 7 de septiembre, los cuatro secuestradores del vuelo 93 de United Airlines volaron desde Fort Lauderdale al Aeropuerto Internacional Libertad de Newark a bordo de Spirit Airlines. Jarrah y al-Haznawi recibieron sus tickets de ida el 5 de septiembre.
El 23 de septiembre de 2001 el diario The Daily Telegraph publica las protestas de "Ahmed al-Nami" reclamando su inocencia de los atentados del 11 de septiembre de 2001 y que él aún sigue vivo y trabajando en las líneas aéreas de Arabia Saudita.

## Día del ataque
La mañana del martes 11 de septiembre de 2001, al-Nami arribó al aeropuerto internacional Newark en Nueva Jersey y abordó el vuelo 93 de United Airlines con destino a San Francisco, California, junto a Saeed al-Ghamdi, Ahmed al-Haznawi y Ziad Jarrah. Aparentemente, abordaron sin incidentes entre las 7:39 y las 7:48 a. m.; al-Nami se sentó en Primera Clase en el asiento 3C, al lado de al-Ghamdi.
Luego de que el vuelo se demorara, los pilotos y la tripulación del vuelo fueron advertidos de los demás ataques y se les ordenó estar en alerta. Sin embargo, minutos después Ziad Jarrah ya había irrumpido en la cabina junto a los otros secuestradores, dejando a los pilotos muertos o heridos.
Al menos dos llamadas realizadas con teléfonos móviles desde el avión indican que los secuestradores usaban bandanas (cintas) rojas en la cabeza. Las llamadas también indicaron que uno de los secuestradores se había atado una caja al cuerpo y decía tener una bomba dentro; no se sabe qué secuestrador fue el responsable de eso.
Los pasajeros del vuelo 93 se enteraron por medio de las llamadas telefónicas a sus familiares, acerca de los destinos que tuvieron los otros tres aviones secuestrados, 2 estrellados en las Torres Gemelas del World Trade Center en Nueva York y otro impactado en El Pentágono. Una revuelta por parte de los pasajeros y miembros de la tripulación contra los secuestradores terminó con el avión estrellándose en un campo en Shanksville (Pensilvania), matando a todos a bordo.